# Василій Анкірський
Василій Анкірський (Βασίλειος) — християнський священик в Анкірі, Галатія, протягом IV століття. Дуже мізерні відомості про його життя збереглися в метафрастичному творі: «Життя і діяння священномученика Василія». Він воював проти язичників і аріан. Василій захищав єпископа Марцелла від повалення прелата аріанами.
Суда пишуть, що він був єпископом Анкіри і лікарем за професією.
Василь постраждав під час гонінь Юліана Відступника. Був заарештований, закатований і страчений 28/29 червня 362 р.
Його вшановують як мученика 22 березня на Заході  і Сході. Іноді його плутають з іншим Василієм Анкірським, який не був священиком і згадується 1 січня.

## Зовнішні посилання
- Bridge, James (1911). Persecution . Catholic Encyclopedia (англ.). New York: Robert Appleton Company.
- Див. сторінки 207 і далі в «Перемоги мучеників» св. Альфонса де Лігуорі